# Gornje Trnjane
Gornje Trnjane es un pueblo ubicado en el municipio de Leskovac, Serbia. Según el censo de 2002, el pueblo tiene una población de 250 personas.